# Universidad Nacional Autónoma de Nicaragua, Managua
La Universidad Nacional Autónoma de Nicaragua, es la universidad más antigua de Nicaragua fue fundada en 1812 en la ciudad de León, cabecera del departamento homónimo. Es la última de las universidades fundadas por España durante el virreinato en América. 
Actualmente debido a que un Decreto de la Junta de Gobierno de Reconstrucción Nacional (JGRN) en 1982 se elevó a universidad los recintos ubicados en Managua creándose la UNAN-Managua, quien usa la misma bandera de franjas horizontales rojo, amarillo y azul junto con el mismo escudo, de la Universidad de Origen, Universidad Nacional Autónoma de Nicaragua, León (UNAN-León Bicentenaria).

## Antecedentes y fundación
La primera institución de enseñanza media era el Seminario San Ramón de León fundado en 1680. En 1752 fue reconstruido después de haber sido incendiado por los piratas ingleses en 1685 cuando estos asaltaron León; allí había un rector, maestro de gramática, de moral y latín. Se educaban 8 colegiales, quienes después de haber pasado por el Seminario debían ir a Guatemala para recibir las órdenes menores y si querían obtener los grados de bachiller, licenciado o doctor debían de permanecer allá varios años. Este estado de cosas preocupaba a algunos hombres distinguidos de la provincia.
A inicios del siglo XIX el padre Rafael Agustín Ayestas, rector del Seminario, inició las gestiones para la fundación de una universidad. En 1812 el rey Fernando VII de España expidió el Decreto creador de la Universidad de León, que comenzó a funcionar 4 años después en 1816 con cátedras de teología, canónico y civil, filosofía, gramática y medicina, siendo obispo de la Diócesis de Nicaragua y Costa Rica Fray Nicolás García Jerez, dominico originario de Murcia. Su sede era la del Seminario San Ramón frente al costado sur de la Catedral de León, contiguo al Palacio Episcopal; años más tarde se pasó al antiguo Convento de La Merced en 1899, donde hasta hoy se encuentra su sede central llamada el Paraninfo, el cual alberga la Rectoría, Vicerrectoría y la biblioteca central de la UNAN-León.

## Elevación a Universidad Nacional
El 27 de marzo de 1947 fue elevada a Universidad Nacional por el entonces Presidente de Nicaragua, General Anastasio Somoza García mediante el Decreto Ejecutivo N.º 446, autorizado por su Ministro de Educación Pública, Doctor Mariano Valle Quintero. El 16 de abril de 1955 Somoza García firmó el siguiente Decreto Ejecutivo N.º 10 que reglamentó el escudo, la bandera, la insignia y el anillo universitario de la Universidad Nacional de Nicaragua, que se publicó en La Gaceta, Diario Oficial, N.º 92 del 28 del mismo mes y año:
DECRETO N.º 10,
Aprobado el 16 de abril de 1955
Publicado en La Gaceta N.º 92 del 28 de abril de 1955
EL PRESIDENTE DE LA REPÚBLICA,
CONSIDERANDO:
Que las señaladas funciones educativas y de elevado orden cultural que desempeña la Universidad Nacional de Nicaragua, justifican plenamente la procedencia de la solicitud presentada por su Honorable Junta Universitaria, para que este Ministerio, en cumplimiento de lo dispuesto en el Art. 9 del Reglamento General de dicha Institución, establezca los detalles determinantes del Escudo y de la Bandera que debe usar el Primer Centro de Estudios de la República, como símbolos expresivos de su caracterización.
CONSIDERANDO:
Que asimismo es preciso consolidar los lazos de unión espiritual entre la Universidad Nacional de Nicaragua y los profesionales egresados de ella, por medio de la insignia y el anillo universitarios, a fin de robustecer su prestigiosa tradición y su grandeza.
DECRETA:
1.º - El Escudo de la Universidad Nacional de Nicaragua será el mismo de la extinta Universidad de León, fusionada en aquella.
2.º - La Bandera será un rectángulo con tres franjas paralelas, horizontales e iguales, con los colores rojo, amarillo y azul, en el orden enunciado.
3.º - El anillo será de oro de 14 quilates, con una piedra fina, de color rojo montada en la parte superior, alrededor de la cual tendrá la siguiente leyenda: <Universidad Nacional de Nicaragua>; al lado derecho llevará grabado en relieve el Escudo de Nicaragua, con el año de la respectiva graduación profesional, y a la izquierda, el Escudo de la Universidad con el año de 1812, fecha expresada de su fundación.
4.º - La insignia consistirá en un botón de oro y plata que llevará el Escudo de la Universidad, en relieve y rodeado de la siguiente inscripción: «Universidad Nacional de Nicaragua, 1812».
5.º - El presente Decreto surte sus efectos legales a partir de esta fecha.

## Autonomía
En 1950 empezó el movimiento de la Autonomía Universitaria que culminó el 25 de marzo de 1958 con la firma del Decreto N.º 38, “Decreto de la Autonomía Universitaria”, por el Ingeniero Luis Somoza Debayle, Presidente de la República, y por el Doctor René Schick Gutiérrez su Ministro de Educación Pública y futuro Presidente (1963-1966); tal Decreto fue publicado en La Gaceta N.º 73 del 28 del mismo mes y año. Se llamó desde ese momento Universidad Nacional Autónoma de Nicaragua (UNAN) siendo el Dr. Mariano Fiallos Gil († 1964) su rector desde 1957. Le sucedió en la rectoría Carlos Tünnermann Bernheim hijo del compositor Carlos Tünnermann López y ahijado de Somoza García, le sucedió a este en el cargo Mariano Fiallos Oyanguren en 1974.

## Masacre estudiantil del 23 de julio de 1959
Al año siguiente (1959) el 23 de julio, un grupo de estudiantes fueron masacrados por la Guardia Nacional (GN) cuando participaban en el desfile tradicional de novatos, llamados Pelones, en la que hubo 4 muertos y 43 heridos; la masacre se efectuó en la avenida que pasa junto al costado oeste del actual edificio de la Alcaldía de León. 
Los cuerpos de los cuatro estudiantes asesinados fueron velados en capilla ardiente en el Paraninfo de la Universidad antes de ser enterrados en el Cementerio de Guadalupe de la misma ciudad. Fueron días y noches de agitación y protestas por toda la ciudad.
Participaron en la marcha, el escritor Sergio Ramírez Mercado y la Doctora Vilma Núñez de Escorcia, destacada luchadora de los Derechos Humanos en Nicaragua, que en ese entonces eran estudiantes de derecho. La Unión Nacional de Estudiantes de Nicaragua (UNEN), conmemora este día como el "Día del Estudiante" todos los 23 de julio de cada año en todos los recintos universitarios de las universidades públicas.

## La UNAN-León en los años 1960 y 1970
En los años 1960 y 1970 muchos estudiantes de la UNAN-León participaron en la guerrilla revolucionaria del Frente Sandinista de Liberación Nacional (FSLN), fundada en 1961 por Carlos Fonseca Amador, hijo de don Fausto Amador, administrador de los bienes de la familia Somoza y doña Faustina Fonseca; este estudió economía allí y por eso un recinto de la UNAN-Managua, sede de la Facultad de Ciencias Económicas, lleva su nombre (Recinto Universitario Carlos Fonseca Amador RUCFA). En 1964 murió el Doctor Fiallos Gil y lo sucedió como rector el Doctor Carlos Tünnerman Bernheim, futuro Ministro de Educación del gobierno del FSLN de 1979-1985. El 19 de julio de 1966 la UNAN-León compró un terreno de 104 manzanas al sur de la capital (propiedad de los hermanos Luis y Noel Pallais Debayle, primos del Jefe Director de la GN, General Anastasio Somoza Debayle) al cual se le bautizó Recinto Universitario Rubén Darío (RURD), en honor de dicho poeta pues el centenario de su natalicio se celebraría el 18 de enero de 1967. Justo 6 meses después de su compra, el 19 de enero de 1967 (al día siguiente de haber celebrado ese centenario) el Rector de la UNAN-León, Doctor Carlos Tünnerman Bernheim, colocó la primera piedra del RURD; allí se trasladaron gradualmente todas las Facultades y Escuelas de Managua.
Ese recinto fue construido en dos áreas (este y oeste) separadas por el entonces camino a la comarca Jocote Dulce, que actualmente es la adoquinada Pista de la UNAN, unidas por un puente peatonal de concreto, el cual cayó en el 2001 debido a que un furgón lo pasó rozando por lo que tuvo ser destruido y reemplazado por uno de hierro, que es más alto que el anterior; cerca del RURD estaba la Colonia Zogaib (actual Colonia Miguel Bonilla) que entonces era una colonia militar para los miembros de la GN y sus familias y que actualmente alberga parte de las rwesidencias de becarios. Los pabellones del RURD fueron diseñados tomando como modelo los edificios de las escuelas primarias rurales y supuestamente eran de una etapa provisional de 10 años, mientras se diseñaban y construían los edificios de la etapa definitiva. Anastasio Somoza Debayle, dictador nicaragüense, negó el aval para que la UNAN obtuviera un préstamos concesionario por parte del BID y así poder construir la coiudad universitaria. 40 años después tales pabellones siguen siendo el principal albergue del Recinto Universitario Rubén Darío (RURD) si bien se han hecho importantes mejoras y ampliaciones en la infraestructura del Recinto.
Los edificios del RURD fueron construidos gracias al financiamiento que la UNAN obtuvo mediante la emisión de los “Bonos de Desarrollo Universitario”, hasta por la suma de 3 millones de córdobas (moneda de Nicaragua), garantizados por la Corporación Nicaragüense de Inversiones (CNI), cuyo Presidente era el Dr. Eduardo Montealegre Callejas (padre del actual candidato a alcalde de Managua por la Alianza Liberal Nicaragüense (ALN), Eduardo Montealegre Rivas), y el Gerente Ejecutivo de la CNI, su hermano el Dr. Jorge I. Montealegre Callejas. En 1974 asumió la rectoría de la UNAN el Doctor Mariano Fiallos Oyanguren que la desempeñó hasta 1984. Debido a la insurrección de 1978-1979 encabezada por el FSLN no hubo clases en la universidad. Varios universitarios cayeron en la lucha contra la dictadura somocista hasta alcanzar el triunfo de la Revolución Sandinista el 19 de julio de 1979.

## División de la UNAN
El Decreto N.º 325, de la Junta de Gobierno de Reconstrucción Nacional (JGRN), del 29 de febrero de 1980, publicado en La Gaceta, Diario Oficial, N.º 54 del 4 de marzo del mismo año creó el Consejo Nacional de la Educación Superior (CNES), actual Consejo Nacional de Universidades (CNU) que estaba integrado por la UNAN y las universidades Centroamericana (UCA), Politécnica de Nicaragua (UPOLI), las Escuelas Nacional de Agricultura y Ganadería (ENAG, actual Universidad Nacional Agraria (UNA, desde 1990), Agricultura y Ganadería de Estelí (EAGE), actual Universidad Católica del Trópico Seco (UCATSE) y la Escuela Internacional de Agricultura y Ganadería de Rivas (EIAG). El Decreto N.º 1036 de la JGRN, del 29 de abril de 1982, publicado en La Gaceta N.º 105 del 6 de mayo de ese año, dividió a la UNAN en 2 núcleos, separando el de la capital Managua del de León. Desde entonces se llaman UNAN-León y UNAN-Managua, teniendo esta su sede central en el RURD
En 1983 la Escuela de Ingeniería se convirtió en la Universidad Nacional de Ingeniería (UNI). Prácticamente los rectores de las universidades del CNES eran nombrados por la JGRN, por lo que de hecho no había autonomía universitaria.

## Década de los años 1990
En 1990, producto de la derrota del presidente Daniel Ortega, del FSLN, en las elecciones del 25 de febrero de ese mismo año (ante la Unión Nacional Opositora, UNO y su candidata Violeta Barrios de Chamorro) por lo que la Asamblea Nacional de Nicaragua hizo la Ley N.º 89 del 5 de abril y publicada en La Gaceta N.º 77 del 20 del mismo mes cuyo Artículo 55, inciso 1 dice:

El patrimonio de las universidades y centros de Educación Técnica Superior estará constituido por los bienes y recursos que a continuación se enumeran:

1. El aporte ordinario y extraordinario del Estado. El aporte ordinario no podrá ser menor del 6% del Presupuesto General de Ingresos de la República, como garantía mínima para hacer efectiva la Autonomía Universitaria.

Esto originó el Movimiento estudiantil del 6% en Nicaragua que entre 1992 y 2005 provocó marchas pacíficas y violentas huelgas en Managua, encabezadas por el CNU y la Unión Nacional de Estudiantes de Nicaragua (UNEN), en contra de los gobiernos de Chamorro, Arnoldo Alemán Lacayo y Enrique Bolaños Geyer, para que el dinero del 6% aumentara año con año, librando verdaderas batallas campales contra los antimotines de la Policía Nacional. En una de estas luchas fallecieron alumnos y sindicalistas que exigían el 6% constitucional, por el caso de Escuela Internacional de Agricultura y Ganadería de Rivas con el sindicalista Ernesto Porfirio Ramos Villarreal fallecido el 13 de diciembre de 1995 en Managua, durante la lucha universitaria en defensa del 6% del presupuesto nacional otorgado para las universidades y el caso del estudiante de Derecho Roberto González conocido como "El Chino" en el 21 de abril de 1999 frente a las instalaciones del banco nacional en Managua, cuando un oficial de la policía le desparo a quema ropa.En estas los estudiantes usaban petardos (llamados morteros en Nicaragua), piedras, palos, hondas, neumáticos quemados, cócteles molotov, etc. El presupuesto del CNU aumentó de 183 millones de córdobas en 1995 a 670 millones en 2003. Actualmente el Rector de la UNAN-León es el exalcalde leonés Rigoberto Sampson desde el 2006 y el de la UNAN-Managua, desde 1994, el máster Francisco Guzmán Pasos, el mismo que fue liberado junto con otros 49 presos políticos por la toma del Palacio Nacional (actual Palacio de la Cultura) – encabezada por Edén Pastora y otros 24 guerrilleros– del 22 al 24 de agosto de 1978, quien ha durado más tiempo en el cargo desde hace 14 años.

## Investigación
La UNAN cuenta con diversas aplicaciones en la investigación cuenta con un Observatorio Astronómico.

## Personalidades relacionadas con la UNAN
- Juan Bautista Sacasa (1874-1946), Decano de la Facultad de Medicina de 1909-1919 y posterior Presidente de la República de 1933-1936.
- Leonardo Argüello Barreto (1875-1947), Médico, diputado del Partido Liberal Nacionalista (PLN) y Presidente de la República del 1 al 26 de mayo de 1947.
- René Sandino Argüello (1930-2005), Oncólogo, diplomático y escritor.
- René Schick Gutiérrez (1909-1966), Presidente de la República de 1963-1966.
- Arnoldo Alemán Lacayo (1946-), Presidente de la República de 1997-2002.
- Mariano Fiallos Gil (1907-1964), Rector de la Autonomía de la UNAN de 1957-1964.
- Carlos Tünnermann Bernheim (1933-), Rector de 1964-1974.
- Carlos Fonseca Amador (1936-1976), Fundador del FSLN.
- Salomón Ibarra Mayorga (1890-1985), Poeta y autor de la letra del Himno Nacional Salve a ti.
- Sergio Ramírez Mercado, Novelista y Vicepresidente de la República de 1985-1990.
- Alejandro Serrano Caldera (1938-), Abogado, diplomático, escritor y filósofo.
- Miguel de Castilla Urbina (1943-), Ministro de Educación de 2007-2009.
- Nicolás Buitrago Matus (1890-1985), Abogado, antropólogo y juez.
- Boanerges Hernández, Científico y matemático nicaragüense.

## Mapa
- El mapa OpenStreetMap es aquí